# Morbach

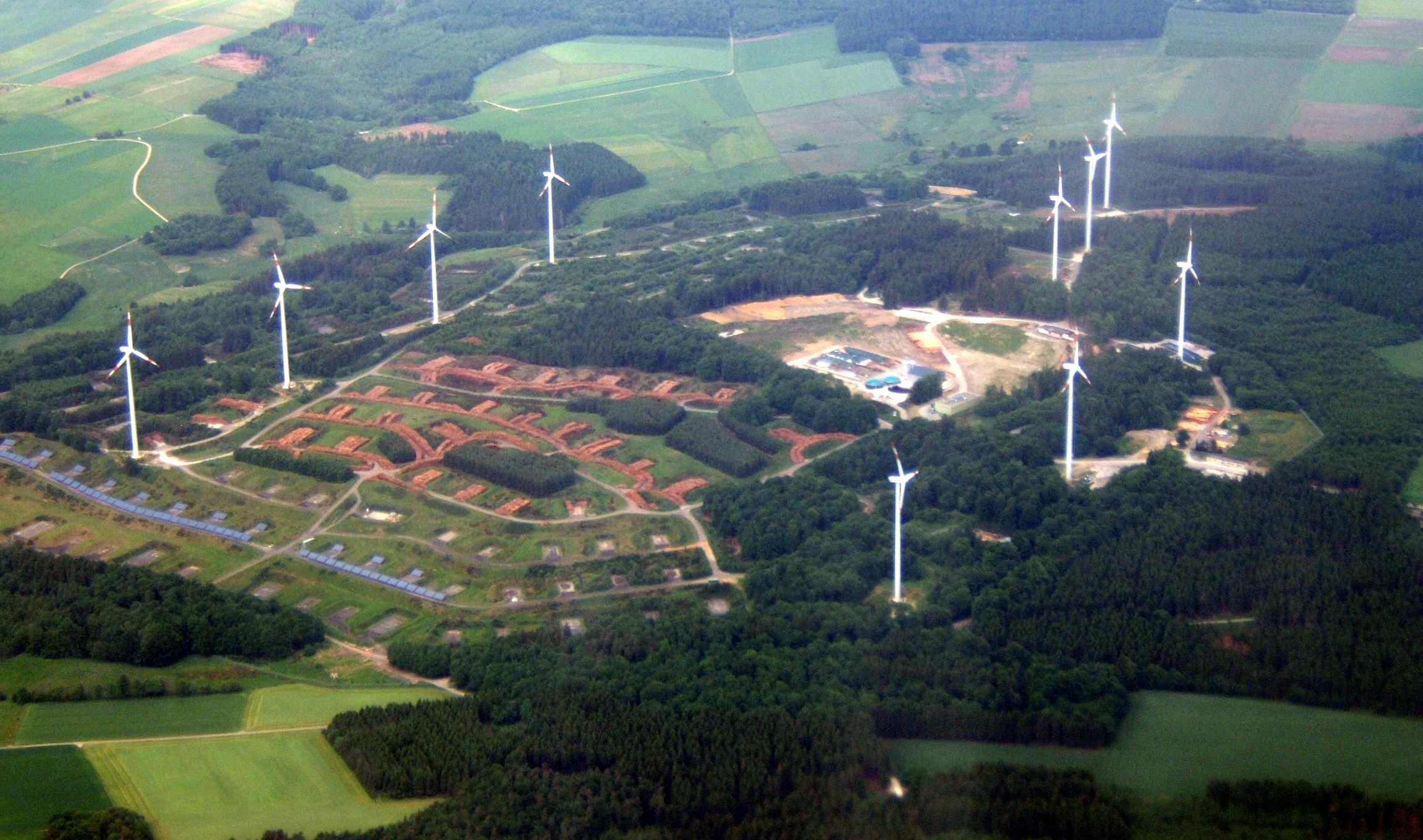
Energiepark Morbach

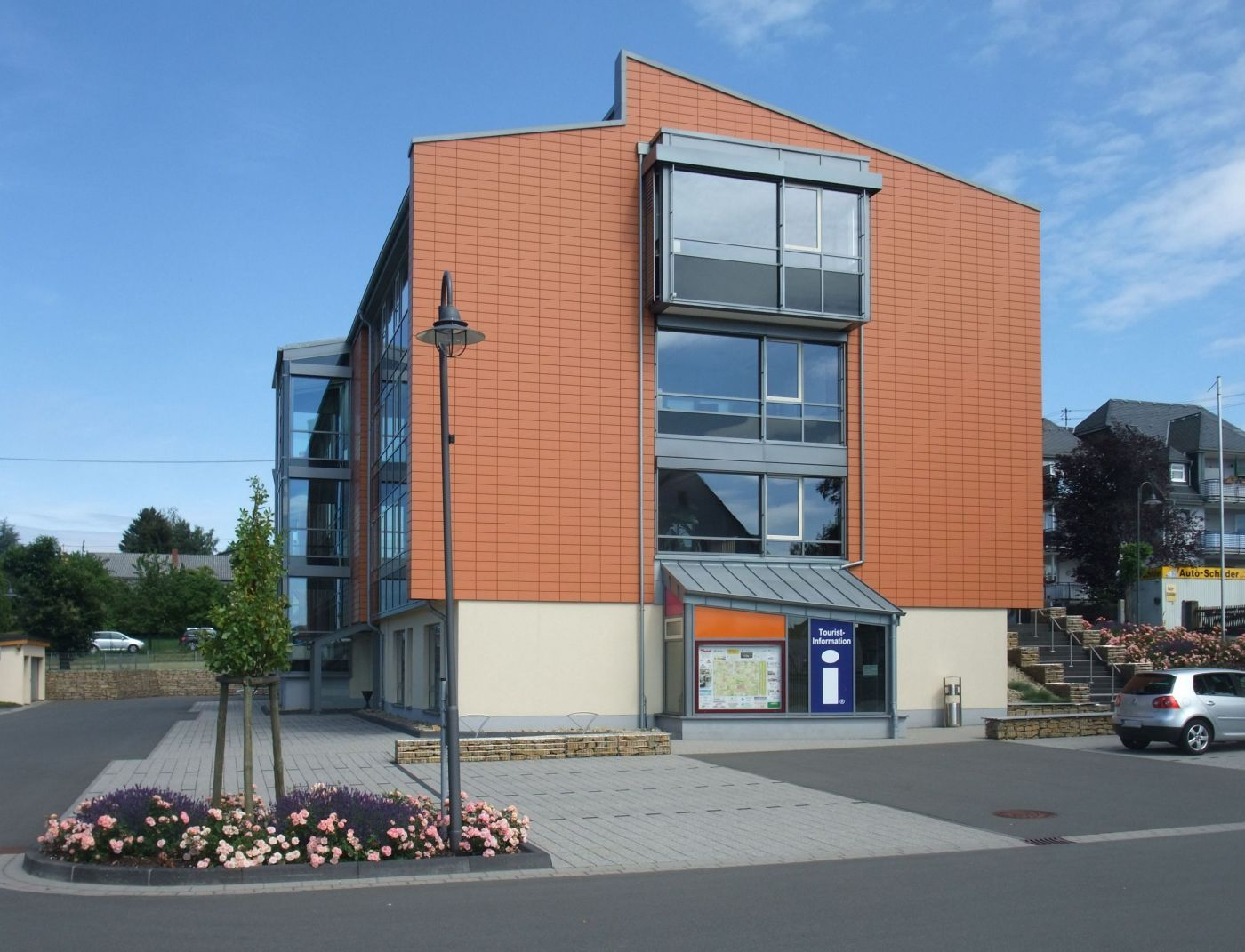
Rathaus der Gemeinde

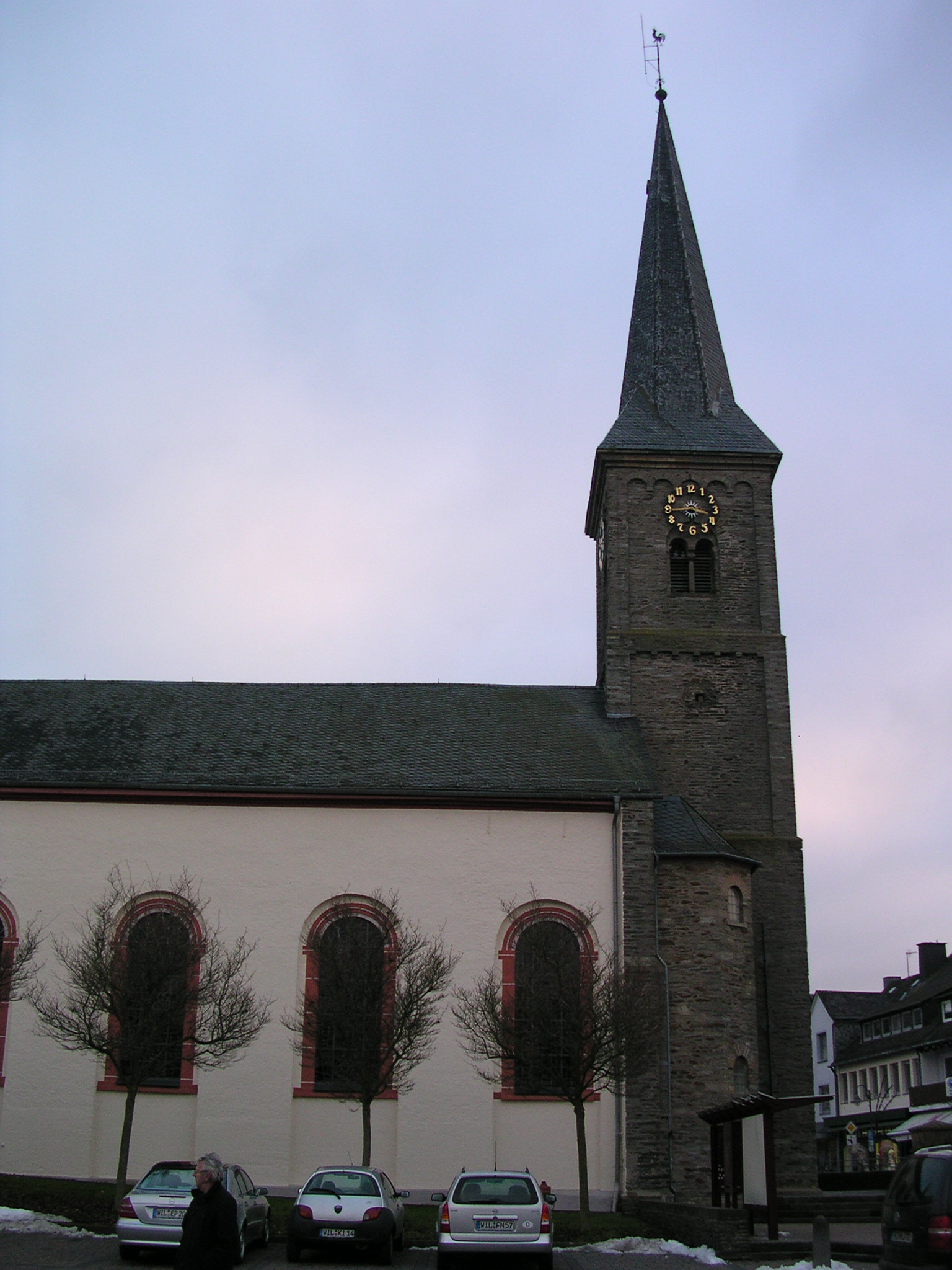
Katholische Kirche St. Anna

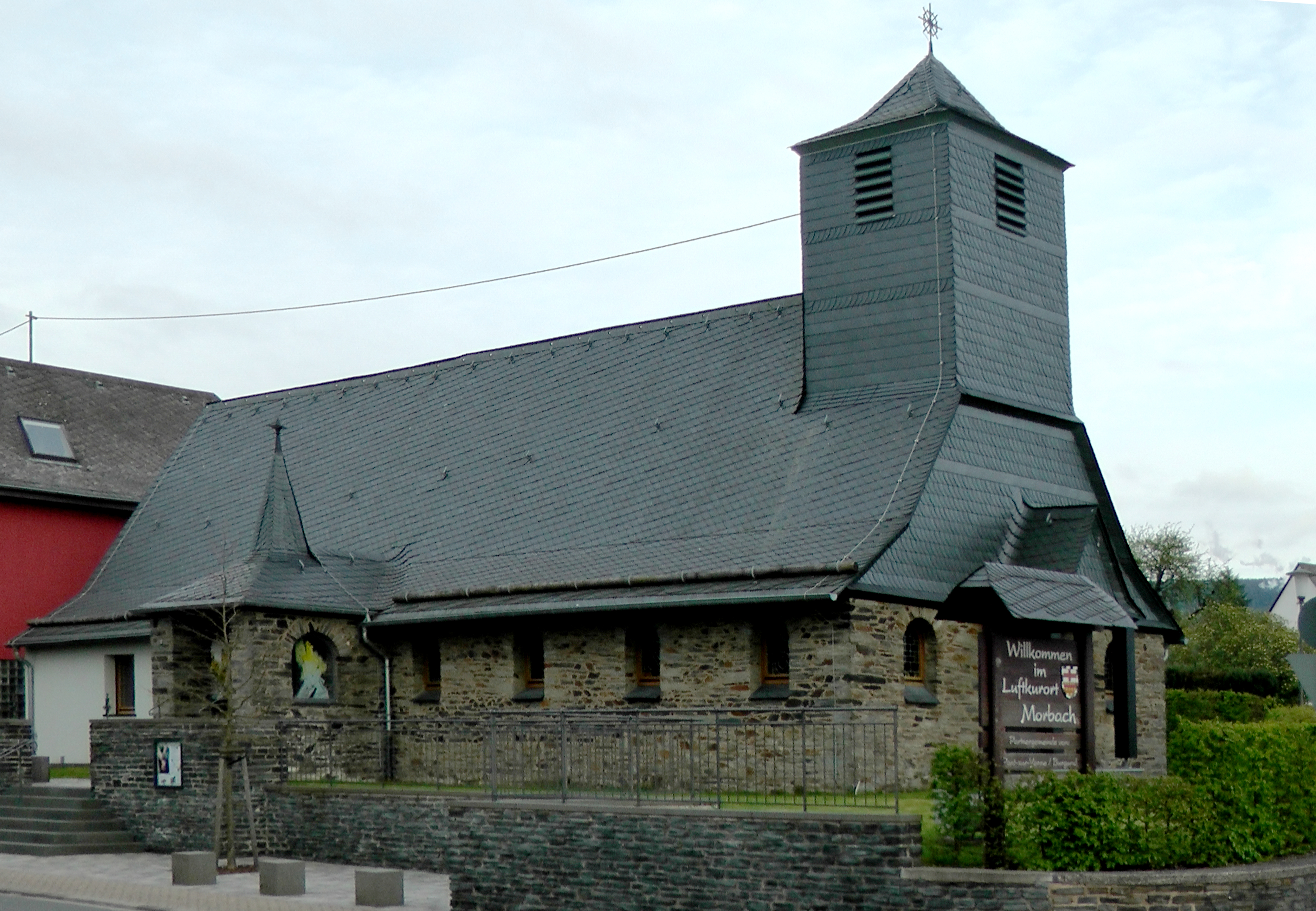
Evangelische Erlöserkirche

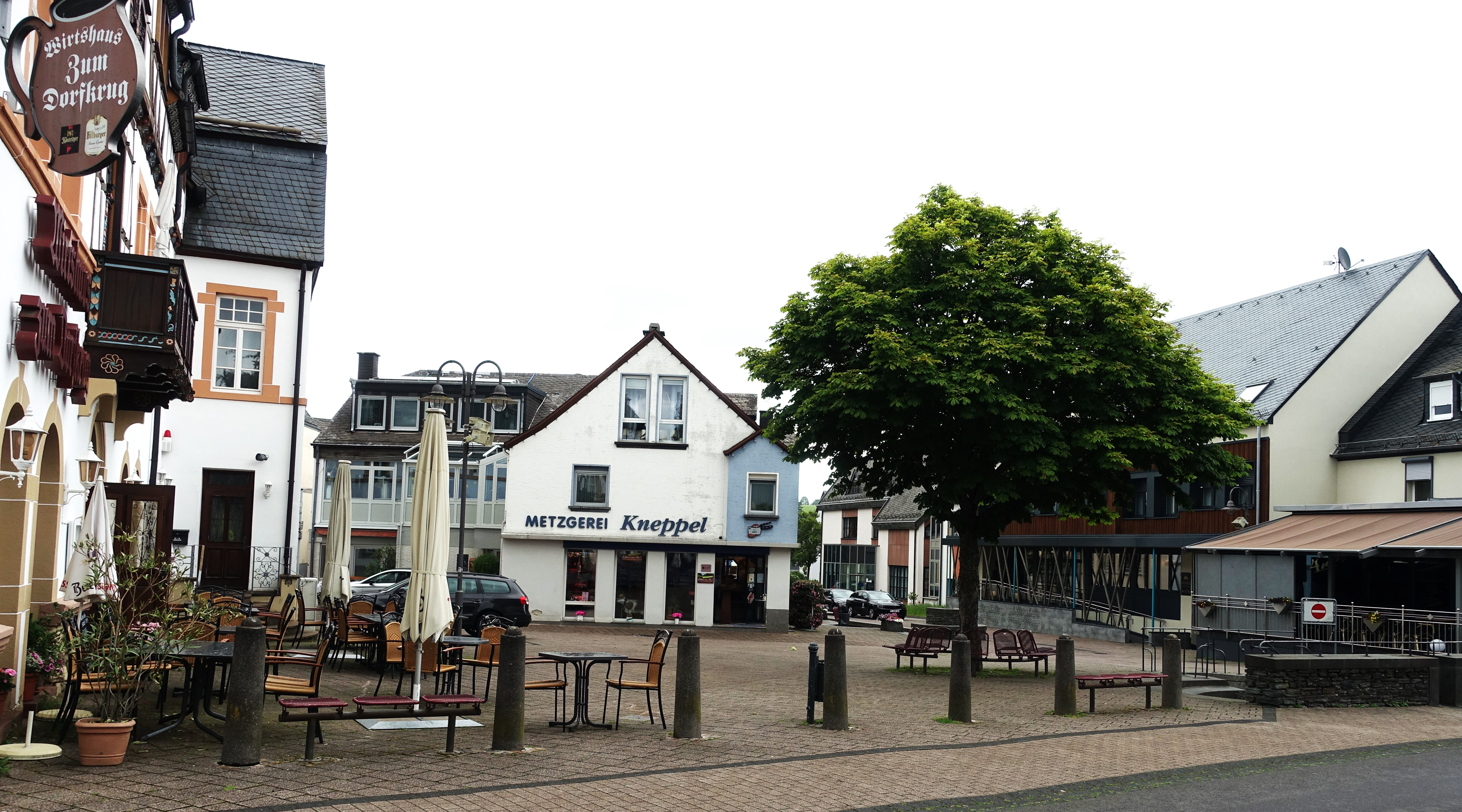
Marktplatz

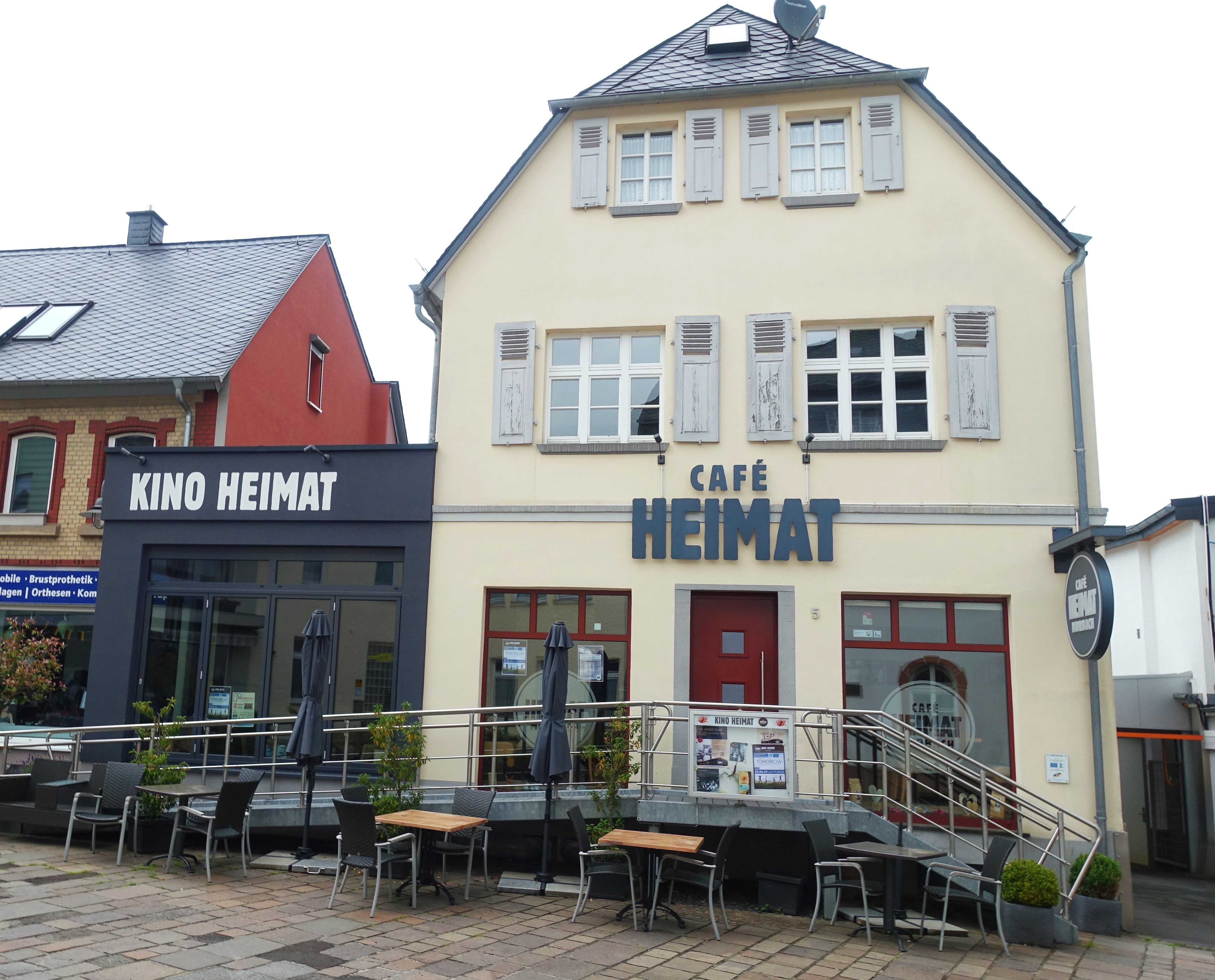
Cafe Heimat mit Ausstellung – Elternhaus von Edgar Reitz

Morbach ist eine verbandsfreie Gemeinde im Landkreis Bernkastel-Wittlich in Rheinland-Pfalz. Die Gemeinde ist ein staatlich anerkannter Luftkurort und gemäß Landesplanung als Grundzentrum ausgewiesen.

## Geographie

### Lage
Morbach liegt auf 430 bis 770 m ü. NHN in der Mittelgebirgslandschaft des Hunsrücks in unmittelbarer Nachbarschaft zum Landkreis Birkenfeld.
Nächstgelegenes Mittelzentrum ist die Stadt Bernkastel-Kues an der Mosel.
Durch das Gemeindegebiet von Morbach fließen die Dhron und zahlreiche Nebengewässer.

### Gemeindegliederung
Die Gemeinde Morbach gliedert sich in 19 Ortsbezirke, denen teilweise noch Wohnplätze oder Weiler als Gemeindeteile zugeordnet sind:
| Ortsbezirk             | zugehörende Wohnplätze und Weiler                                                  | Höhe über NHN | Einwohner |
| ---------------------- | ---------------------------------------------------------------------------------- | ------------- | --------- |
| Bischofsdhron          | Emmerichs-Mühle                                                                    | 457           | 850       |
| Elzerath               |                                                                                    | 461           | 110       |
| Gonzerath              | Gonzerather-Hinterbach, Longkamperhinterbach                                       | 457           | 1.190     |
| Gutenthal              | Auf der Heide                                                                      | 474           | 450       |
| Haag                   |                                                                                    | 461           | 500       |
| Heinzerath             | Brieschmühle, Mergenermühle                                                        | 446           | 320       |
| Hinzerath              | Forsthaus Hinzerath                                                                | 496           | 430       |
| Hoxel                  | Forsthaus Hoxel                                                                    | 498           | 600       |
| Hundheim               | Gipsmühle, Baldenauermühle, Reinhardshof                                           | 501           | 660       |
| Hunolstein             | Hahnacker Hof, Hellenberger Hof, Hof auf Queckborn, Hunolsteinerhof, Schülersmühle | 404           | 250       |
| Merscheid              | Dörrwiese, Götzenfeld, Hölzbach, Reinhardsmühle                                    | 434           | 400       |
| Morbach                | Am Mehlbaum, Am Sonnenberg, Hof Geiersley, Rasthaus Dhrontal, Schmausemühle        | 435           | 3.200     |
| Morscheid-Riedenburg   | Cornelysmühle, Edenbruch, Huhl, Sankt Kuno                                         | 460           | 520       |
| Odert                  | Oderterhaus, Oderterhof                                                            | 440           | 100       |
| Rapperath              | Am Sonnenberg, Haus Martini, Mühle Zerwes, Siedlung Güldner                        | 405           | 450       |
| Wederath               |                                                                                    | 472           | 220       |
| Weiperath              |                                                                                    | 442           | 300       |
| Wenigerath             | Hegberger Hof                                                                      | 480           | 320       |
| Wolzburg               |                                                                                    | 455           | 200       |
| Summe Gemeinde Morbach | Summe Gemeinde Morbach                                                             |               | 11.070    |

## Geschichte

### Amt Morbach
Aus der seit dem 19. Jahrhundert bestehenden preußischen Bürgermeisterei Morbach wurde im Jahre 1927 das preußische bzw. spätere bundesdeutsche Amt Morbach, das bis 1968 bestand.
1931 hatte das Amt Morbach, das damals zum Landkreis Bernkastel im Regierungsbezirk Trier gehörte, 7.349 Einwohner, davon katholisch 7.306, evangelisch 42, israelisch 1. Die Gesamtfläche betrug 11.645 Hektar (ha), davon Ackerland 3.699 ha, Wald- u. Wiesenfläche 7.084 ha.
Die amtsangehörigen Gemeinden waren Bischofsdhron, Elzerath, Gutenthal, Haag, Heinzerath, Hinzerath, Hoxel, Hundheim, Hunolstein, Merschbach, Merscheid, Morbach, Morscheid-Riedenburg, Odert, Rapperath, Wederath, Weiperath, Wenigerath und Wolzburg. (Stand 1931)

### Verbandsgemeinde Morbach
Die Verbandsgemeinde Morbach bestand vom 1. Oktober 1968 bis zum 31. Dezember 1974, als die verbandsfreie Gemeinde Morbach (Einheitsgemeinde) gebildet wurde.
Am 7. November 1970 wurde die Gemeinde Gonzerath (841 Einwohner) aus der aufgelösten Verbandsgemeinde Bernkastel-Land (heutige Verbandsgemeinde Bernkastel-Kues) in die Verbandsgemeinde Morbach und die Gemeinde Merschbach (104 Einwohner) aus der Verbandsgemeinde Morbach in die Verbandsgemeinde Thalfang eingegliedert.

### Einheitsgemeinde Morbach
Auf dem Gebiet des Ortsteils Wenigerath lag bis 1995 das Munitionsdepot Wenigerath der US Air Force.
Am 25. Mai 2009 erhielt Morbach den von der Bundesregierung verliehenen Titel „Ort der Vielfalt“.
2015 fanden die Feierlichkeiten zum Jubiläum 40 Jahre Einheitsgemeinde Morbach statt.

### Einwohnerentwicklung
| Morbach: Einwohnerzahlen von 2012 bis 2024 | Morbach: Einwohnerzahlen von 2012 bis 2024 | Morbach: Einwohnerzahlen von 2012 bis 2024 | Morbach: Einwohnerzahlen von 2012 bis 2024 | Morbach: Einwohnerzahlen von 2012 bis 2024 |
| ------------------------------------------ | ------------------------------------------ | ------------------------------------------ | ------------------------------------------ | ------------------------------------------ |
| Jahr                                       |                                            |                                            |                                            | Einwohner                                  |
| 2012                                       | 2012                                       |                                            | 10.531                                     | 10.531                                     |
| 2015                                       | 2015                                       |                                            | 10.494                                     | 10.494                                     |
| 2020                                       | 2020                                       |                                            | 10.539                                     | 10.539                                     |
| 2024                                       | 2024                                       |                                            | 10.542                                     | 10.542                                     |
| Quelle(n): statistik.rlp.de                |                                            |                                            |                                            |                                            |

## Politik

### Gemeinderat
Der Gemeinderat in Morbach besteht aus 28 ehrenamtlichen Ratsmitgliedern, die bei der Kommunalwahl am 9. Juni 2024 in einer personalisierten Verhältniswahl gewählt wurden, und dem hauptamtlichen Bürgermeister als Vorsitzendem.
Die Sitzverteilung im Gemeinderat:
| Wahl | SPD | CDU | Grüne | FDP | Linke | FWM | WSW | Gesamt   |
| ---- | --- | --- | ----- | --- | ----- | --- | --- | -------- |
| 2024 | 3   | 11  | 2     | –   | –     | 10  | 2   | 28 Sitze |
| 2019 | 3   | 10  | 3     | 2   | –     | 10  | –   | 28 Sitze |
| 2014 | 4   | 12  | 2     | 1   | 1     | 8   | –   | 28 Sitze |
| 2009 | 5   | 12  | 2     | 2   | 1     | 6   | –   | 28 Sitze |
| 2004 | 4   | 15  | 1     | 1   | –     | 7   | –   | 28 Sitze |

- FWM = Freie Wählergruppe Morbach e. V.
- WSW = Wählerinitiative zur Unterstützung von Sahra Wagenknecht – WSW e. V.

### Bürgermeister
Arianit Besiri wurde am 1. März 2025 Bürgermeister von Morbach. Bei der Direktwahl am 24. November 2024 hatte er sich mit einem Stimmenanteil von 60,2 % gegen einen Mitbewerber durchgesetzt.
Bisherige Amtsträger:
Bürgermeisterei Morbach seit dem 19. Jahrhundert
- Jakob Christoph Hungershöfer, 1878 bis 1911
- Karl Hoffmann, 1912 bis 1917

Amt Morbach ab 1927
- Ernst Stahlberg, 1918 bis 1934
- Willi Lenz, 1934 bis 1944
- Albert Gerth, 1945 bis 1957
- Peter Wilbert, 1957 bis 1965

Verbandsgemeinde Morbach ab 1968
- Arnold Schmidt, 1965 bis 1970, zunächst Amtsbürgermeister und später Bürgermeister der neu gegründeten Verbandsgemeinde Morbach

Einheitsgemeinde Morbach ab 1975
- Ottmar Scholl, 1971 bis 1977, VG-Bürgermeister und Bürgermeister der 1975 gegründeten Einheitsgemeinde Morbach
- Erwin Lieser, 1977 bis 1997
- Gregor Eibes, 1997 bis 2011, später Landrat des Landkreises Bernkastel-Wittlich
- Andreas Hackethal, 2011 bis 2025, später Landrat des Landkreises Bernkastel-Wittlich
- Arianit Besiri, seit März 2025

### Wappen

Wappen der Einheitsgemeinde Morbach
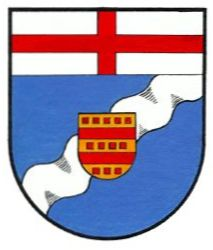
Wappen der ehemaligen Gemeinde Morbach

Das Wappen der Einheitsgemeinde Morbach:
Durch Erlass des Oberpräsidenten der Rheinprovinz vom 3. Mai 1937 wurde dem damaligen „Amt Morbach“ ein eigenes Wappen verliehen.
Es zeigt im schmalen schwarz-weiß gestückten Bord einen geteilten Schild, der oben in Silber (Weiß) ein rotes, durchgehendes Kreuz, unten in Gold (Gelb) zwei rote Balken zwischen 5, 4 und 1 reihenweise gelegten viereckigen Steinen aufweist.
Der schmale schwarz-weiß gestückte Bord deutet auf die ehemalige Zugehörigkeit zu Preußen hin. Da alle Orte des damaligen Amtes Morbach früher zum kurtrierischen Amte Hunolstein oder Baldenau oder zur Vogtei Hunolstein gehört haben, wurden für das Amtswappen Symbole der Wappen der ehemaligen Landesherrschaften entnommen, und zwar dem Wappen des Erzstiftes Trier das rote durchgehende Kreuz in silbernem Feld und dem Wappen der Vögte von Hunolstein die zwei roten Balken zwischen roten Steinen in goldenem Feld.
Das Wappen der ehemaligen Gemeinde Morbach:
Es zeigt im Schildhaupt ein rotes Balkenkreuz auf silbernem Grund. Darunter verläuft schräg liegend ein silberner Wellenbalken auf blauem Grund. Auf dem Wellenbalken liegt ein Wappen aus zwei roten Balken im Wechsel mit insgesamt zwölf roten, quadratischen Steinen auf goldenem Grund. Das Balkenkreuz im oberen Teil ist das kurtrierische Wappen der ehemaligen Landesherrschaft. Der Wellenbalken deutet auf den Morbach. Das kleine Schild zeigt das Wappen der Vögte zu Hunolstein, den ehemaligen Lehnsherren des Ortes.

## Sehenswürdigkeiten
Sehenswerte Ziele im Bereich der Gemeinde Morbach sind:
- Hoxeler Viadukt, gehört zu den höchsten eingeschossigen steinernen Eisenbahnbrücken in Deutschland
- Burg Baldenau
- Burg Hunolstein
- Archäologiepark Belginum, informiert über die historische Siedlung Belginum an der Hunsrückhöhenstraße bei Hinzerath
- Stumpfer Turm
- Hunsrücker Holzmuseum im Ortsteil Weiperath
- Deutsches Telefonmuseum in Morbach[16]
- Café Heimat mit Ausstellung zu Edgar Reitz und seinen Filmen, seit Januar 2019 außerdem Kino Heimat[17][18]

Siehe auch: Liste der Kulturdenkmäler in Morbach

## Wirtschaft und Verkehr

### Ortsansässige Unternehmen
- In Morbach sind zahlreiche mittelständische Unternehmen angesiedelt. Von überregionaler Bedeutung sind Papier-Mettler und die Schaeffler Friction Products GmbH.
- Die ehemalige VR-Bank Hunsrück-Mosel eG hatte ihren Sitz in Morbach.
- elka-Holzwerke GmbH
- Auto Gorges GmbH
- Mantos International Food GmbH
- Service-Bund Josef Mettler GmbH & Co. KG
- Bauunternehmen Herlach GmbH
- und viele weitere Unternehmen

### Energiepark
Die Gemeinde Morbach im Hunsrück ist Standort der Energielandschaft Morbach mit vierzehn Windkraftanlagen, einer großen Photovoltaikanlage, einer Biogasanlage und einem Holzpelletwerk. Die Pacht im Energiepark bringt der Gemeinde 280.000 Euro im Jahr ein. Seit März 2011 ist in der Energielandschaft Morbach zusätzlich eine Anlage in Betrieb, in der unter realen Bedingungen erprobt werden soll, wie überschüssiger Strom als Windgas gespeichert werden kann.

### Verkehr
Morbach liegt im Verkehrsverbund Region Trier. Die Buslinie 311 verbindet das Moseltal bei Bernkastel-Kues mit der Gemeinde Morbach.
Seit August 2022 gibt es im Bereich Morbach und Idar-Oberstein eine zweistündliche Verbindung (siehe Tabelle).
Der örtliche Bahnhof wird seit 2014 nicht mehr bedient.
Durch Morbach verlaufen die Bundesstraßen 269 und 327 sowie die Hunsrückquerbahn Langenlonsheim–Hermeskeil, die derzeit brach liegt, allerdings aufgrund der Anbindung zum Flughafen Frankfurt-Hahn wieder von Morbach bis Bingen am Rhein reaktiviert werden soll.
| Linienverkehr Morbach | Linienverkehr Morbach | Betrieb            |
| --------------------- | --- | ------------------ |
| 311                   | Bernkastel-Kues – Horbruch – Krummenau / Gonzerath – Morbach                                                                                      | DB Regio Bus Mitte |
| 314                   | Morbach – Rapperath – Heinzerath – Elzerath – Merscheid – Hölzbach – Haag – Horath – Gräfendhron – Merschbach /- Thalfang nur vereinzelte Fahrten | RMV Verkehrs-GmbH  |
| 329                   | Morbach – Guthenthal – Weiperath – Hunolstein – Odert und wieder zurück                                                                           | Scherer Reisen     |
| 391                   | Morbach – Malborn /- Pölert – Hermeskeil | DB Regio Bus Mitte |
| 840                   | Eifel-Hunsrück-Bus: Idar-Oberstein – Kempfeld – Bruchweiler – Morbach – Wittlich                                                                  | Scherer Reisen     |
| 845                   | Morbach – Sensweiler – Allenbach – Kirschweiler – Idar-Oberstein                                                                                  | Scherer Reisen     |

### Tourismus
Morbach ist der Endpunkt einer Etappe des Fernwanderwegs Saar-Hunsrück-Steig.

## Personen und Persönlichkeiten
- Friedrich Thinnes (1790–1860), katholischer Priester
- Jacob Forrell (1821–1893), Orgelbauer
- Johannes Greber (1874–1944), ehemals katholischer Priester, dann Spiritist und Autor des Greber-Buchs
- Mathias Jacobs (1885–1935), sozialdemokratischer Politiker
- Valentin Eibes (1897–1964), NSDAP-Politiker
- Edgar Reitz (* 1932), Regisseur
- Jakob Maria Mierscheid (* 1933), fiktiver Politiker der SPD
- Winfried Böttcher (* 1936), Aachener Politikwissenschaftler und Professor
- Karl Heinz Rahn (* 1937), Professor
- Werner Sonne (* 1947), Journalist und Schriftsteller
- Lothar Schweigerer (* 1953), Professor und Kinderarzt
- Britta Rabold (* 1956), provinzialrömische Archäologin
- Gabriele Andretta (* 1961), Politikerin der SPD
- Ingola Schmitz (* 1962), Politikerin der FDP, Mitglied des Landtags von Nordrhein-Westfalen
- Gerlinde Gräfin von Westphalen (* 1966), Galeristin, Publizistin und Kuratorin
- Stefan Gemmel (* 1970), Autor
- Patrick Eiden-Offe (* 1971), Literatur- und Kulturwissenschaftler
- Anna Bader (* 1983), Wasserspringerin und Klippenspringerin, lebt in Morbach
- Tamara Müller (* 1989), Politikerin der SPD, wohnhaft in Morbach